# Тајни град
Тајни град је четврти студијски албум рок групе Хаустор. Албум је издат 1988. године. Највећи хитови са овог албума су "Скидај се", "Само на час" (у потпуном другом аранжману), "Ула улала" и "Узалуд питаш". Албум је добио име по истоименој радио драми коју је Рундек режирао.
Након овог албума, Рундек режира представу под називом Не и Хаустор се распао.
2025. се поново нашао на плочи са материјалом који је резан у Лондону.

## Позадина
10. новембра 1986. године група наступа на вечери Поп топ 24 на Загребфесту са песмом "Само на час", у Дому спортова. Исте године, Рундек учествује на албуму Многе смо и многе вољели.
За други програм Радио Загреб режирао је радио комедију Нема повишице, радио драму Антигона грчког писца Софокла и др.

## Албум
У децембру 1987. године, група је почела да ради на новом албуму.
Албум је резултат редукције ранијих идеја. Концепт албума је мешавина етно-рока, џеза.

## Песме
На албуму се налазе следеће песме:

## Пријем
Слободна Далмација је у својој рецензији писала да је Рундек окупио екипу која је способна за реализацију музичких идеја. Албум је оцењен са 3 звезидице.
Борба је описала Тајни град као најзрелијом плочом и Хаусторов најбољи албум. Такође су похваљени реге/латиноамерички утицаји, гитарске мелодије и текстови.

## Топ листе

### Недељна листа
| Листа | Највиша позиција |
| ----- | ---------------- |
| ХДУ   | 1                |

### Месечна листа
| Листа | Највиша позиција |
| ----- | ---------------- |
| ХДУ   | 2                |

## Наслеђе
Албум је рангиран на 45. месту од 100 најбољих албума југословенске поп и рок музике. 2015. године је рангиран 78. месту од 100 најбољих југословенских албума рок музике од стране хрватске верзије Rolling Stone-а.
Новембра 2024. излази песма која је требала да се нађе на овом албуму под називом "Поље чудеса". Разлог због чега се није нашао на албуму је недовршени текст. На тој песми Рундек пева главне вокале, а међу гостима су Давор Гобац и Срђан Гојковић Гиле.

## Обраде
- Ула улала[25] - Чујеш ли ме јел ти драго (Нови фосили)[26]
- Само на час[27]-Here Comes the Sun (Битлси)[28] и Maybe Baby (Бади Холи)[29][30]